# Vapor Tacuarí
El Vapor Tacuarí' (Tacuary) fue un buque de la Armada Paraguaya que combatió en la Guerra de la Triple Alianza, actuando como buque insignia de la escuadra de esa nación.

## Historia
Construido en 1853 el astillero de los ingenieros John y Alfred Blyth, de West India Dock, Limehouse, Inglaterra, en 1854 fue adquirido por el gobierno paraguayo de Carlos Antonio López en la suma de 29.850 libras esterlinas. Zarpó de Londres en 1854 al mando del capitán inglés George Francis Morice, contratado para ayudar a la organización de la marina de guerra paraguaya, quien llevaba como segundo al teniente paraguayo Andrés Velilla. El vapor traía en sus bodegas entre 8 a 10 máquinas a vapor para armar otros buques en los astilleros paraguayos.
Tenía un desplazamiento de 488 tn y dos máquinas a vapor de 180 hp cada una que impulsaban dos ruedas laterales que podían operar (y ser reparadas) independientemente y le daban una velocidad de 16 nudos. Montaba dos cañones Whitworth de 60, dos de 32 y dos de 8 mm y su tripulación estaba compuesta por 70 hombres. Si bien tenía casco de hierro no se trataba de un buque acorazado. 
Salió del puerto de Londres el 5 de noviembre del año 1854. Tras cambiar de rumbo, en el puerto de Burdeos, Francia, el 8 de noviembre embarcó al brigadier general Francisco Solano López y su comitiva que habían viajado a Europa en una misión especial. Tras hacer escala en Río de Janeiro, el 25 de diciembre Solano López fue recibido por el emperador del Brasil Pedro II.
En Buenos Aires se produjo el cambio de tripulación previsto, incorporándose como parte de la nueva dotación 28 tripulantes paraguayos. Partió para Asunción el 14 de enero de 1855, remolcando al patache Rosario cargado de carbón con destino al Paraguay. Llegó al puerto de Asunción el día 21 de enero del año 1855, convirtiéndose en el nuevo buque insignia de la Armada del Paraguay en reemplazo de la balandra Estrella.

### Conflicto con Brasil (1855)
La situación era grave. Tras la expulsión del cónsul estadounidense Edward A.Hopkins y un incidente con el buque USS Water Wich, al mando del teniente Thomas F.Page, cañoneado y muy dañado por las baterías de Itapirú, Paraguay enfrentaba una situación prebélica con Brasil, cuya escuadra al mando del almirante Pedro Ferreira de Oliveira y compuesta de 20 buques, 130 cañones y 2600 hombres, se desplegaba frente a las riberas paraguayas. 
Incompletas aún las fortificaciones de Humaitá y con una marina reducida en buena medida al Tacuarí, las posibilidades de López eran escasas, pese a lo cual se dispuso la movilización general e incluso la evacuación parcial de la capital, sirviendo el Tacuarí para trasmitir las comunicaciones.

### Carrera de Buenos Aires
Normalizada de momento la situación, le fue retirada la coliza de popa y se lo destinó a transporte mercante entre Asunción y Buenos Aires. Entre el 9 de agosto de 1855 y el 14 de junio de 1856 efectuó 8 viajes. En el 7°, entre el 21 de abril y el 7 de mayo, trasladó a Asunción al ministro de la Confederación Argentina general Tomás Guido, al enviado del Imperio del Brasil Antonio Pedro de Carvalho y al embajador José Berges.
Tras hacerse cargo del mando el capitán Pedro Ignacio Meza el 13 de febrero de 1856 partió de Asunción al encuentro del buque inglés HMS Riffleman que transportaba al contralmirante William James Hope Johnstone, comandante en jefe de la Estación naval británica en Brasil, en misión especial.
Tras un nuevo viaje a Buenos Aires efectuado entre el 26 de agosto y el 14 de septiembre de 1856 pasó definitivamente a cumplir misiones oficiales.
El 1 de febrero de 1859 condujo de regreso a Paraná con su comitiva al presidente de la Confederación Argentina general Justo José de Urquiza, quien finalizaba su mediación en el conflicto del Paraguay con los Estados Unidos de Norte América a raíz del incidente con Hopkins y la navegación frente a Ita Pirú.
El 27 de septiembre condujo a Francisco Solano López y su comitiva para mediar en el conflicto entre la Confederación y el Estado de Buenos Aires. Tras un incidente con buques británicos que lo obligó a permanecer atracado en el puerto de Buenos Aires, López debió regresar a Paraná a bordo del vapor Ygurey, mientras que el Tacuarí regresó a Asunción el 30 de enero de 1860.

### Camino a la guerra
Hasta octubre de 1863 fue destinado al traslado de personal, víveres y pertrechos hasta Humaitá. Al aumentar la tensión en la región con motivo de la invasión del general Venancio Flores al Uruguay, el Tacuarí fue enviado el 21 de octubre al mando del teniente 1° Remigio Cabral para sumarse a las estaciones navales extranjeras en el Río de la Plata efectuando visitas de cortesía y para recabar información a Buenos Aires y permaneciendo estacionario en Montevideo.
De regreso en Paraguay y previendo el inminente conflicto que culminaría en la guerra de la Triple Alianza, se le colocaron tablones en ambas bandas, a efecto de proteger a la tripulación y sus artilleros de los disparos de fusilería y cañones de poco calibre.

### Captura delMarques de Olinda
El 12 de noviembre de 1864 desde su campamento de Cerro León, el presidente Francisco Solano López ordenó al Tacuarí (Remigio Cabral) apresar al vapor brasileño Marques de Olinda que transportaba al nuevo presidente del Mato Grosso Frederico Carneiro de Campos, así como hombres y pertrechos destinados a reforzar las defensas del alto Paraguay. De acuerdo a sus órdenes, el Tacuarí, escoltado por el Río Apa (alférez Toribio Pereira), capturó sin resistencia al vapor imperial en el puerto de Curuzú Chica (Antequera), incautó los materiales de guerra y tomó prisioneros a sus tripulantes, dando inicio a la guerra. El Marques de Olinda pasó a reforzar la escuadra paraguaya.

### Campaña del Mato Grosso
El 14 de diciembre de 1864 una escuadrilla encabezada por el Tacuarí partió de Asunción iniciando la invasión del Mato Grosso. Estaba compuesta por los vapores Tacuarí, Paraguarí, Río Blanco, Ygurey e Ypora, el patacho Rosario, y las goletas Independencia y Aquidabán.
El 27 de diciembre la escuadra bombardeó el fuerte de Coímbra y los buques imperiales Jaurú, Anhambay y Jacobina, que permanecían en un recodo del Río Paraguay al amparo del fuerte. Aprovechando la noche del 28 de diciembre los brasileños abandonaron el Fuerte.
Debido a su excesivo calado el Tacuarí retornó a Asunción el 7 de marzo de 1865.

### Ofensiva en el río Paraná
El 11 de abril de 1865 zarpó de Asunción con destino a la ciudad de Corrientes al frente de una flotilla compuesta por el Paraguarí, el Marques de Olinda, Ygurey y el Ypora. En la mañana del 13 de abril la escuadrilla al mando de Pedro Ignacio Meza se presentó en aguas de la ciudad argentina y tras un breve enfrentamiento capturó los vapores Gualeguay y 25 de Mayo que permanecían fondeados en desarme por reparaciones, y sin que mediara conocimiento de la ruptura.
Tras remolcar los buques capturados a Ita Pirú, colaboró en el pasaje de las tropas paraguayas al territorio argentino, partiendo luego a Asunción, donde arribo el 14 de mayo de 1865.
El 8 de junio de 1865 transportó al mariscal Francisco Solano López a Humaitá, escoltado por el Marques de Olinda, el Paraguari, Ygurey, Jejuí, Ypora, Salto Oriental, Río Blanco y Paraná.
A medianoche del 10 de junio la escuadra al mando del capitán de fragata Pedro Ignacio Mesa, encabezada por el Tacuarí (José María Martínez), y compuesta por el Marques de Olinda (teniente Ezequiel Robles), el Paraguari (teniente José Alonso), Ygurey (teniente Remigio del Rosario Cabral, segundo de la escuadra), Jejuí (teniente Aniceto López), Ypora (Domingo Antonio Ortíz), Salto Oriental (teniente Vicente Alcaraz), Yberá (teniente Pedro Victorino Gill) y Piraveve (teniente Tomás Pereira) partió para atacar a la escuadra brasilera apostada frente al puerto de Corrientes.
Retrasados por un desperfecto en el Yberá fueron detectados por el buque Mearín en Punta de Santa Catalina.
A las 08:30 se inició el enfrentamiento entre ambas escuadras frente a la ciudad de Corrientes. En la acción, el Tacuarí, el Marques de Olinda y el Jejuí, así como tres chatas remolcadas, sufrieron serios daños.
La flota paraguaya siguió río abajo hasta las cercanías de la isla Lagraña, donde subió hasta fondear en la cercanía de la desembocadura del río Riachuelo.

#### Combate de Riachuelo
El 11 de junio de 1865 se produjo el Combate del Riachuelo. Tras liberar a la chata artillada que remolcaba, el Tacuarí se dirigió contra el Jequitinhonha que se encontraba varado en los bancos del Bañado Sur y era hostigado por las baterías del general Bruguez, que desde las barrancas de la costa del río hacía fuego contra el buque brasilero.
Al notar que el Parnaiba marchaba en auxilio del Jequitinhonha, el Tacuarí cambió de rumbo y se lanzó sobre el Parnaiba, solo para abandonar la persecución al sumarse a la contienda los buques brasileros Araguary y Beberibe.
A las 18:00, y con importantes averías, dejó el campo de batalla escoltando a la escuadrilla río arriba.
Tras efectuar reparaciones de urgencia en Humaitá, regresó a Asunción el 7 de julio de 1865.
Ante las pérdidas sufridas, y reforzada la escuadra imperial con nuevos monitores, la flota paraguaya quedó reducida a funciones logísticas.

### Frente de Humaitá
Durante el retiro de las tropas paraguayas de Humaitá, junto al Ygurey trasladó gran parte de las tropas a Timbó. Ayudados por la creciente del río e inutilizadas las baterías de Timbó, el 23 de marzo de 1868 los buques brasileños se lanzaron sobre los paraguayos.
Hundido el Ygurey por los disparos del Barroso y del Río Grande, el Tacuarí, perseguido por el Bahía y el Pará, intentó inútilmente escapar por el arroyo Guaycurú y, tras desembarcar la tripulación, artillería y pólvora, dio fuego al navío y abrió rumbos para hundirlo.
El parte brasileño afirmaba que "Apenas despuntábamos el extremo de la isla que tiene el nombre de aquel riacho (Guaycurú), encontramos otro vapor, el Tacuarí encostado en un banco cerca de la costa paraguaya, al norte de la isla Aracá. Destacar por el frente al monitor "Pará" y precipitarse el "Bahia" a cortar la retirada de este velocísimo vapor para Humaitá, fue obra de un instante. El enemigo ni siquiera osó izar bandera, habiendo recibido de este acorazado al pasar dos tiros perfectamente bien empleados. Al principio, disimuladamente se dejaba ir el "Tacuarí" de popa, pero conociendo la inutilidad de la tentativa de navegar para atrás, arremetió para adelante, recibió en la marcha tres tiros del "Pará" y muy maltratado, investió (sic) por el Guaycurú arriba. En la primera vuelta varó. Pocos minutos después avistó al "Bahía" por la popa, a pesar de la estrechez del riacho, teniendo que reanudar la fuga, acosado de cerca por sus perseguidores. A las 9 y media, desesperado el "Tacuarí" de caracolear inútilmente por un canal de menos de 30 brazas de largo, embicó encima de la barranca, atando una amarra en tierra. Cesaron las probabilidades de apresarlo lo que hasta entonces tenía. La barranca apareció cubierta de infantería, emboscada en el bosque, viéndose encima de los árboles carabineros que apuntaban para los hombres del timón y los oficiales de indispensable puesto de la tolda. Mandé meter a pique al vapor enemigo, y el Bahía, cayendo sobre él sus dos piezas rayadas de calibre 150, dispararon bombas, metralla y balas rasas, acribillándolo en todo sentido y a las 11.00 del día, la sumersión del casco fue el anuncio del naufragio del navío, sumergiéndose hasta tocar el fondo de cuatro brazas, y quedando fuera de las aguas solo parte de la chimenea".